# Ла-Мот-дю-Кер (кантон)
Ла-Мот-дю-Кер (фр. La Motte-du-Caire) — кантон во Франции, находится в регионе Прованс — Альпы — Лазурный Берег, департамент Альпы Верхнего Прованса. Входит в состав округа Форкалькье.
Код INSEE кантона — 0416. Всего в кантон Ла-Мот-дю-Кер входит 13 коммун, из них главной коммуной является Ла-Мот-дю-Кер.

## Коммуны кантона
| Коммуна       | Население, чел. (2008) | Почтовый индекс | Код INSEE |
| ------------- | ---------------------- | --------------- | --------- |
| Валавуар      | 36                     | 04250           | 04228     |
| Валерн        | 241                    | 04200           | 04231     |
| Вомей         | 272                    | 04200           | 04233     |
| Кламансан     | 160                    | 04250           | 04057     |
| Кларе         | 218                    | 05110           | 04058     |
| Кюрбан        | 390                    | 05110           | 04066     |
| Ла-Мот-дю-Кер | 507                    | 04250           | 04134     |
| Ле-Кер        | 68                     | 04250           | 04037     |
| Мельв         | 106                    | 04250           | 04118     |
| Нибль         | 45                     | 04250           | 04137     |
| Сигуайе       | 86                     | 04200           | 04207     |
| Тез           | 205                    | 04200           | 04216     |
| Шатофор       | 25                     | 04250           | 04050     |

## Население
Население кантона на 2008 год составляло 2 359 человек.
| 1962  | 1968  | 1975  | 1982  | 1990  | 1999  | 2006  | 2007  | 2008  |
| ----- | ----- | ----- | ----- | ----- | ----- | ----- | ----- | ----- |
| 1 382 | 1 536 | 1 500 | 1 605 | 1 897 | 2 090 | 2 307 | 2 323 | 2 359 |